# Positio
Na Igreja Católica Apostólica Romana, uma positio (do latim: positio super virtutibus, "posição sobre as virtudes"), é um documento ou conjunto de documentos utilizados no processo pelo qual uma pessoa é declarada Venerável, o segundo dos quatro passos (Servo de Deus → Venerável → Beato → Santo) no caminho até a  declaração de santidade. A coleta dos dados obtidos pela investigação diocesana sobre as virtudes heroicas de um candidato em uma forma adequada para a sua apresentação à Congregação para as Causas dos Santos. Após a apresentação, a positio é examinada por um comitê de especialistas, historiadores e teólogos: se encontram adequação nas evidências apresentadas, podem então recomendar ao Papa que o candidato seja considerado Venerável.
As positio podem chegar a ter mais de 1 000 páginas. O tempo entre a apresentação de uma positio e a recomendação da comissão de especialistas possui período de duração variável, ainda que longo e medido em anos.